# ĸ
Ne doit pas être confondu avec la lettre latine k, la lettre latine petite capitale ᴋ, la lettre grecque kappa κ, la lettre grecque petite capitale kappa ou la lettre cyrillique ka ‹ к ›.
ĸ (prononcé kra) est une lettre qui était utilisée dans l’écriture de l’inuttitut au Labrador avant 1980 et dans l’écriture du groenlandais avant 1973.

## Utilisation
La lettre ĸ est créée par Samuel Kleinschmidt, un missionnaire morave, pour transcrire le groenlandais et celui-ci l’utilise déjà en 1851. L’alphabet morave est repris ensuite avec cette lettre par Theodor Bourquin pour transcrire l’inuktitut du Labrador. En groenlandais, elle a été remplacée par la lettre q lors de la réforme orthographique en 1973.

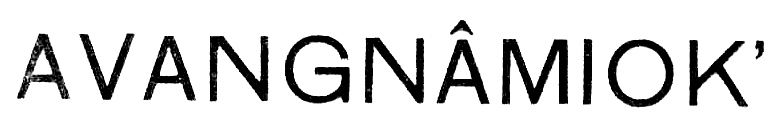
« Avangnâmioĸ » en lettres capitales, titre de périodique groenlandais de 1957, avec ‹ Kʼ › comme capitale de ‹ ĸ ›.

Au Labrador, en inuttitut écrit avec l’orthographe de Bourquin, ĸ était utilisé pour transcrire une consonne fricative uvulaire sourde /χ/, aussi transcrite par ‹ q › dans d’autres orthographes. La lettre a été remplacée par un K majuscule dans l’orthographe standardisée de 1980 ‹ K ›,,.
En groenlandais, la lettre ĸ était utilisée pour transcrire le son d'une consonne occlusive uvulaire sourde /q/.
Il est notable que ĸ n'existe que sous la forme d'une minuscule, la forme capitale est un K en inuttut ou était composée par un digramme en groenlandais : la lettre K et l’apostrophe ‹ Kʼ ›,,,,. Concernant l'ordre alphabétique, ĸ est considérée comme un q et non pas comme un k.

## Représentation informatique
La lettre ĸ est représentée en Unicode par le code U+0138.